# Foot-Ball Club Juventus 1906-1907
Questa voce raccoglie le informazioni riguardanti il Foot-Ball Club Juventus nelle competizioni ufficiali della stagione 1906-1907.

## Stagione
Come conseguenza della partenza di Alfred Dick avvenuta l'anno precedente (andato a dar vita al Torino), la squadra juventina venne privata di alcuni suoi elementi e ritornò al campo di piazza d'armi, quello dei primi anni societari.
Nel campionato di Prima Categoria, la prima squadra bianconera venne estromessa alle eliminatorie regionali a opera proprio dei neonati concittadini granata, perdendo sia la sfida di andata (1-2) del 13 gennaio 1907 — quest'ultima, la prima stracittadina tra i due club — sia quella di ritorno (1-4). Anche la squadra riserve, impegnata nel campionato di Seconda Categoria, dopo aver superato le eliminatorie cittadine contro Virtus Torino e Torino II, vide interrompersi il proprio cammino alle eliminatore regionali cadendo nella doppia sfida contro la Pro Vercelli.

## Divise
La maglia utilizzata per gli incontri di campionato era a strisce verticali bianche e nere.
| Manica sinistra · Manica sinistra · Maglietta · Maglietta · Manica destra · Manica destra · Pantaloncini · Calzettoni · Calzettoni |

## Organigramma societario
Area direttiva
- Presidente: Carlo Vittorio Varetti

Area tecnica
- Allenatore:

## Rosa
| N. |                        | Ruolo | Calciatore           |
| -- | ---------------------- | ----- | -------------------- |
|    | Italia (bandiera)      | P     | Domenico Durante     |
|    | Italia (bandiera)      | D     | Chiaffredo Mastrella |
|    | Inghilterra (bandiera) | D     | Aidan McQueen        |
|    | Italia (bandiera)      | C     | Alfredo Armano       |
|    | Italia (bandiera)      | C     | Gioacchino Armano    |
|    | Scozia (bandiera)      | C     | Jack Diment          |
|    | Italia (bandiera)      | C     | Alfredo Ferraris     |
|    | Italia (bandiera)      | C     | Giovanni Goccione    |

| N. |                        | Ruolo | Calciatore             |
| -- | ---------------------- | ----- | ---------------------- |
|    | Italia (bandiera)      | C     | Casimiro Nay           |
|    | Italia (bandiera)      | A     | Alberto Barberis       |
|    | Italia (bandiera)      | A     | Ernesto Borel          |
|    | Italia (bandiera)      | A     | Ettore Corbelli        |
|    | Italia (bandiera)      | A     | Domenico Donna         |
|    | Italia (bandiera)      | A     | Umberto Malvano        |
|    | Inghilterra (bandiera) | A     | James Squair           |
|    | Italia (bandiera)      | A     | Carlo Vittorio Varetti |

## Calciomercato
| Acquisti | Acquisti        | Acquisti | Acquisti   |
| R.       | Nome            | da       | Modalità   |
| -------- | --------------- | -------- | ---------- |
| A        | Umberto Malvano | Milan    | definitivo |

| Cessioni | Cessioni            | Cessioni | Cessioni      |
| R.       | Nome                | a        | Modalità      |
| -------- | ------------------- | -------- | ------------- |
| D        | Friedrich Bollinger | Torino   | definitivo    |
| D        | Oreste Mazzia       |          | fine carriera |
| C        | Giovanni Vigo       |          | fine carriera |
| A        | Hans Kämpfer        | Torino   | definitivo    |
| A        | Walter Streule      | Torino   | definitivo    |

## Risultati

### Prima Categoria

#### Eliminatorie regionali
| Arbitro: | Pasteur (Genova) |

|                  |           |                              |
| Borel 88’ (rig.) | Marcatori | 20’ Ferrari-Orsi 60’ Kämpfer |

| Arbitro: | Spensley (Genova) |

|         |           |             |
| Kämpfer | Marcatori | rig.’ Borel |

### Coppa Lombardia

#### Semifinale
| Arbitro: | Bertinetti (Vercelli) |

|   |           |   |
| ? | Marcatori | ? |

## Statistiche

### Statistiche di squadra
| Competizione    | Punti | In casa | In casa | In casa | In casa | In casa | In casa | In trasferta | In trasferta | In trasferta | In trasferta | In trasferta | In trasferta | Totale | Totale | Totale | Totale | Totale | Totale | DR |
| Competizione    | Punti | G       | V       | N       | P       | Gf      | Gs      | G            | V            | N            | P            | Gf           | Gs           | G      | V      | N      | P      | Gf     | Gs     | DR |
| --------------- | ----- | ------- | ------- | ------- | ------- | ------- | ------- | ------------ | ------------ | ------------ | ------------ | ------------ | ------------ | ------ | ------ | ------ | ------ | ------ | ------ | -- |
| Prima Categoria | 0     | 1       | 0       | 0       | 1       | 1       | 2       | 1            | 0            | 0            | 1            | 1            | 4            | 2      | 0      | 0      | 2      | 2      | 6      | -4 |
| Coppa Lombardia | -     | 0       | 0       | 0       | 0       | 0       | 0       | 1            | 0            | 0            | 1            | 1            | 2            | 1      | 0      | 0      | 1      | 1      | 2      | -1 |
| Totale          | 0     | 1       | 0       | 0       | 1       | 1       | 2       | 2            | 0            | 0            | 2            | 2            | 6            | 3      | 0      | 0      | 3      | 3      | 8      | -5 |

### Statistiche dei giocatori
| Giocatore      | Prima Categoria | Prima Categoria |
| Giocatore      | Presenze        | Reti            |
| -------------- | --------------- | --------------- |
| A. Armano II   | 0               | 0               |
| G. Armano I    | 2               | 0               |
| A. Barberis    | 2               | 0               |
| E. Borel       | 2               | 2               |
| E. Corbelli    | 0               | 0               |
| J. Diment      | 2               | 0               |
| D. Donna       | 2               | 0               |
| D. Durante     | 2               | -6              |
| A. Ferraris II | 0               | 0               |
| G. Goccione    | 2               | 0               |
| U. Malvano     | 0               | 0               |
| C. Mastrella   | 0               | 0               |
| A. McQueen     | 2               | 0               |
| C. Nay         | 2               | 0               |
| J. Squair      | 2               | 0               |
| C. V. Varetti  | 2               | 0               |